# Medycyna sportowa

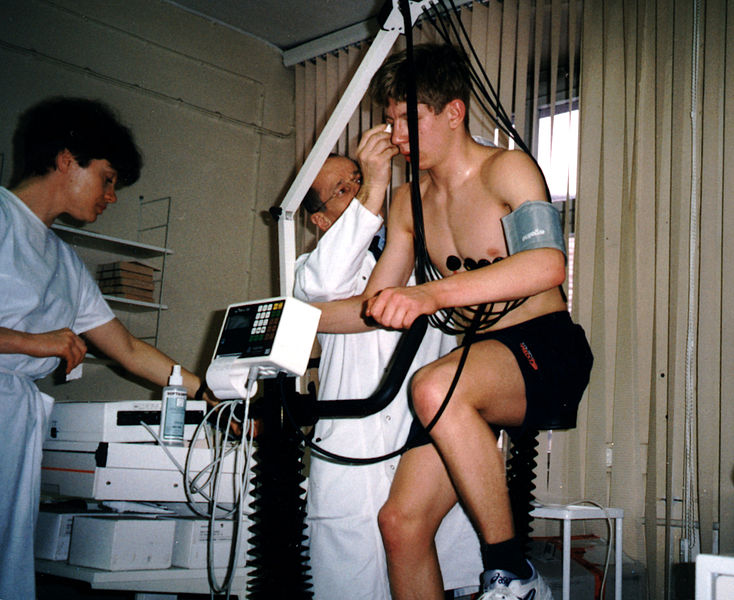
Ocena wydolności fizycznej

Medycyna sportowa (medycyna aktywności ruchowej) – interdyscyplinarna dziedzina wiedzy lekarskiej, obejmującą całość procesów dokonujących się w organizmie człowieka pod wpływem aktywności fizycznej lub jej braku.

## Założenia i cele
Jej zadaniem jest sprawowanie opieki medycznej nad człowiekiem aktywnym ruchowo (zdrowym, jak i chorym, we wszystkich okresach życia). Zajmuje się nie tylko zawodnikami sportowymi, ale wszystkimi osobami aktywnymi fizycznie oraz tymi, którzy powinny być aktywne fizycznie.
Obejmuje:
- kwalifikację do uprawiania sportu, mającą na celu wykluczenie ewentualnych przeciwwskazań zdrowotnych istotnych dla danej dyscypliny sportowej;
- okresowe badania kontrolne osób uprawiających sport, umożliwiające wykrycie ewentualnych zmian zachodzących w organizmie pod wpływem uprawiania określonej dyscypliny sportu;
- optymalizowanie metod żywienia i treningu sportowców;
- kontrole efektów stosowanych metod treningowych;
- walkę z niedozwolonym wspomaganiem zdolności wysiłkowych organizmu czyli dopingiem;
- zapobieganie kontuzjom i urazom;
- leczenie uszkodzeń ciała powstałych w wyniku uprawiania sportu;
- rehabilitację i odnowę biologiczną.

Wykorzystuje osiągnięcia z zakresu chirurgii ogólnej, ortopedii i traumatologii narządu ruchu, pediatrii, chorób wewnętrznych, kardiologii, a także biologii, biochemii, fizjologii wysiłku, antropologii, psychologii, higieny, teorii żywienia i metodyki treningu sportowego.

## Specjalizacja z medycyny sportowej
Medycyna sportowa jest w Polsce specjalizacją lekarską, której konsultantem krajowym od 19 lutego 2020 jest dr  Andrzej Rakowski.